# Remennecourt
Remennecourt – miejscowość i gmina we Francji, w regionie Grand Est, w departamencie Moza.
Według danych na rok 1990 gminę zamieszkiwało 77 osób, a gęstość zaludnienia wynosiła 28 osób/km² (wśród 2335 gmin Lotaryngii Remennecourt plasuje się na 968. miejscu pod względem liczby ludności, natomiast pod względem powierzchni na miejscu 1191.).